# Hertig av Orléans

Vapensköld för Bourbon-Orléans

Hertig av Orléans är en titel som burits inom flera franska hertigliga ätter, yngre grenar av kungahuset, vilka innehaft hertigdömet Orléans som apanage eller, i senare tid, burit titeln efter detta. 
Förste hertigen av Orléans var Filip, kung Filip VI:s son, som 1344 fick det gamla grevskapet i apanage och avled barnlös 1375. Efter dennes änkas död förlänade kung Karl VI 1392 hertigdömet åt sin yngre broder, Ludvig, greve av Valois, stamfar för ätten Valois-Orléans.
Ludvig, hertig av Orléans, född 1462, vilken 1498 blev Frankrikes kung under namnet Ludvig XII, återförenade vid tronbestigningen huset Orléans alla besittningar med kronan. Titeln bars därefter av bland andra Henrik, andre son till Frans I.
Gaston, kung Henrik IV:s och Marias av Medici tredje son, erhöll av sin äldre bror, kung Ludvig XIII, hertigdömet Orléans i apanage, när han 1626 förmälde sig med Maria av Montpensier. Då denne avled utan manliga arvingar, fick hans brorson Filip, kallad Monsieur, hertigdömet i förläning. Han blev stamfar för det ännu levande huset Orléans.